# Rumpler C.VII
Rumpler C.VII – niemiecki samolot rozpoznawczy z okresu I wojny światowej.

## Historia i opis konstrukcji

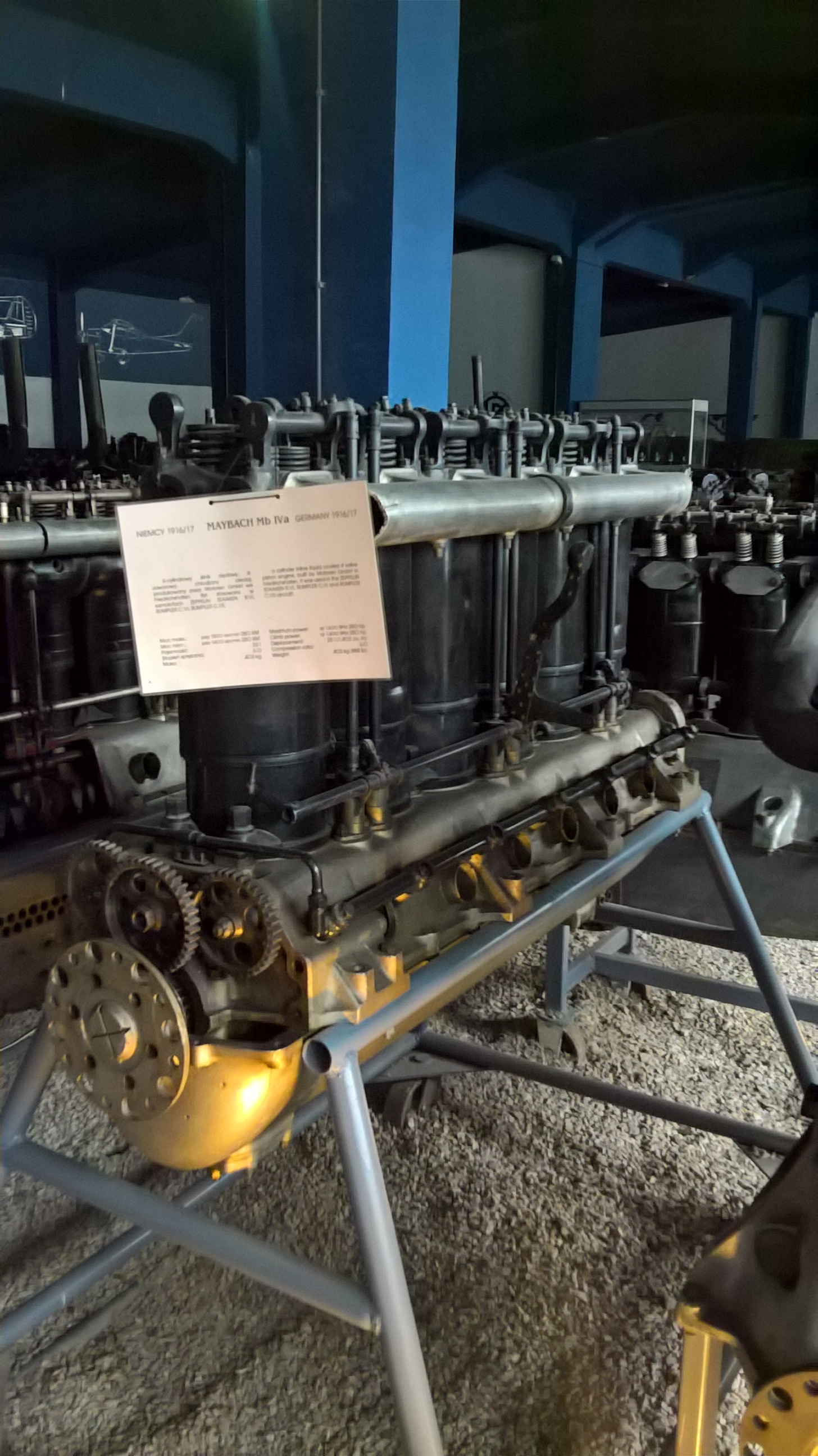
Silnik Maybach Mb IVa eksponowany w MLP w Krakowie

Samolot ten, oblatany w 1917 r., był rozwinięciem modelu Rumpler C.IV. Jego konstruktorem  był dr inż. Edmund Rumpler. Przeznaczony był do rozpoznania fotograficznego na dużych wysokościach. W tym celu posiadał specjalne wyposażenie: aparaturę tlenową, elektryczne ogrzewanie, kamerę Görz z elektrycznym napędem, a niektóre egzemplarze radiostacje. Zastosowany w płatowcu silnik Maybach Mb.IV o powiększonym stopniu sprężania (5,85:1) zachowywał stałą moc 180 kW (240 KM) aż do wysokości 1800 m, co pozwalało na loty ponad pułapem myśliwców przeciwnika. W niemieckim żargonie określany był Rubild (Rumpler Lichtbildflugzeug – fotograficzny). Uzbrojenie stanowił 1 ruchomy karabin maszynowy Parabellum 7,92 mm umieszczony na obrotnicy w tylnej kabinie (czasem zamiast kamery montowano 1 zsynchronizowany karabin maszynowy Spandau LMG 08/15 7,92 mm). Prócz zakładów macierzystych produkowany był również na licencji w fabryce DFW w Lipsku.
Samolot oprócz lotnictwa niemieckiego użytkowała po wojnie Szwajcaria, a co najmniej dwa egzemplarze były używane również w polskim lotnictwie, trafiły do 2. 8. eskadry wywiadowczej.